# 森のくまさん (米)
森のくまさん（もりのくまさん）は、イネの栽培品種の1つ。

## 概要
熊本県農業研究センターが1997年に育成された水稲品種でコシヒカリとヒノヒカリを交配させている。品種登録番号は第8123号、登録品種名は「森のくまさん」、登録日は2000年6月27日。熊本県が単独で育成した品種としては初の事例となる。
熊本県の平坦地域向け極良食味品種として、熊本県農業研究センター農産園芸研究所で育成された。ヒノヒカリとコシヒカリを親として作出されたF1個体にコシヒカリを戻し交配して作出。系統番号は熊本2号。

## 特性
品種特性は、出穂期がヒノヒカリより1日から2日遅い中生クラスの品種で、粘りが強く極良食味である。また、イモチ病耐性にも優れている。

## 名称
名称は一般公募により命名された。「森の都熊本で生産された米」という意味が込められている。2万6000通の公募の中で「森のくまさん」はただ1通であった。公募は「熊本県産米品質向上本部」が実施し、命名者は熊本と縁のない岩手県の主婦であった。また、当時中山間地域向け品種の「熊本3号」も品種登録申請中だったため、関係者では「森の熊3?」と「熊本3号」の名前に向いているのではないかという話もあった。ちなみに「熊本1号」は欠番。「熊本3号」は夢いずみという名で品種登録されている。1997年（平成9年）より奨励品種に採用され、熊本県の平野部及び鹿本地方を中心に本格的な作付けが始まり、現在ではヒノヒカリと並ぶ熊本県産米の主要作付品種である。
日本穀物検定協会が発表する2012年産の「食味ランキング」で最多得点を獲得し、初めて1位になった。これを受け、一部の店頭では森のくまさんの販売量が約2倍になったが、大半の農家が2013年時点で販売契約を終えていた。

## 日本酒
冨士酒造（山形県）が、森のくまさんを100%使用した「栄光冨士 森のくまさん:熊太郎 純米大吟醸 無濾過生原酒」の醸造・販売を行っている。
2016年に発生した熊本地震で被害を受けた熊本城復旧のため「熊本城復興祈念」と銘打って、以降、継続的に売上の一部を熊本城の復興のために、直接寄付することを表明している。

## 後継品種
水稲の品種改良は続けられており、以下のような後継品種が生み出されている。
- くまさんの力（2009年）
- くまさんの輝き（2018年）